# Tomoxioda aterrima
Tomoxioda aterrima es una especie de coleóptero de la familia Mordellidae.

## Distribución geográfica
Habita en Gayndah, Queensland.